# Mohammed Ibrahem
Mohammed Ibrahem Hajeyah (Al Kuwait, 7 febbraio 1962) è un ex calciatore e allenatore di calcio kuwaitiano.

## Carriera

### Calciatore
Ha sempre giocato nel campionato kuwaitiano.

### Allenatore
Ha guidato da CT la nazionale del suo paese alla Coppa d'Asia 2004.